# Lars Wikström
Lars Arvid Wikström, född 23 februari 1933 i Matteus församling, Stockholms stad, död 18 juni 2013 i Kungsholms församling, Stockholms län, var en svensk arkivarie och genealog. 

## Biografi
Wikström blev filosofie licentiat vid Stockholms universitet 1972 och filosofie doktor där 1975 samt amanuens vid Stockholms stadsarkiv 1962, arkivarie där 1966 och var förste arkivarie där mellan 1977 och 1988. Wikström var riddarhusgenealog från 1988 till 1998 och även ordförande för Svenska nationalkommittén för genealogi och heraldik. Han var även redaktör för Kalender över Ointroducerad adels förening under lång tid. Wikström är gravsatt i minneslunden på Kungsholms kyrkogård i Stockholm.